# Tè bianco
Il tè bianco (in cinese: 白茶; pinyin: báichá) è una varietà di tè parzialmente ossidato coltivato e raccolto principalmente in Cina, ed in particolare nella provincia del Fujian. Recentemente, viene coltivato anche a Taiwan, nella Thailandia del nord e in Nepal.
Questa varietà si ottiene dalle gemme o dalle prime foglie della pianta Camellia sinensis (o Thea sinensis), che prima di essere leggermente lavorate vengono lasciate essiccare alla luce naturale del sole, così da prevenirne l'ossidazione.
Il nome "tè bianco" deriva dalla sottile peluria bianco-argentata che ricopre le gemme ancora chiuse, peluria che conferisce alla pianta un aspetto biancastro. La bevanda vera e propria non è bianca o incolore, ma di un color giallo pallido.
Il tè è molto ricco di polifenoli e metilxantine, che esercitano effetti biologici sugli adipociti, la concentrazione risulta maggiore nel tè bianco rispetto al tè verde o al tè nero.

## Storia
Gli studiosi e i commercianti del tè non sono d'accordo su quando iniziò la prima produzione di tè bianco (come è inteso oggi in Cina). Il tè bianco potrebbe essere apparso per la prima volta in una pubblicazione inglese del 1876, dove è stato classificato come tè nero, perché le foglie non vengono cotte al vapore come nella preparazione del tè verde per denatutare gli enzimi ossidativi intrinseci.